# Volver
Volver – komedia obyczajowa produkcji hiszpańskiej z 2006 roku w reżyserii Pedra Almodóvara. Zdjęcia kręcono w Madrycie oraz w Kastylii-La Manchy (m.in. Puertollano, Almagro).

## Obsada
- Penélope Cruz – Raimunda
- Lola Dueñas – Soledad (Sole)
- Yohana Cobo – Paula
- Carmen Maura – Irene
- Blanca Portillo – Agustina
- Chus Lampreave – Paula, ciotka Raimundy i Sole
- Antonio de la Torre – Paco

## Fabuła
Film jest komedią obyczajową z elementami czarnego humoru i melodramatu.
Akcja zaczyna się na cmentarzu w Puertollano. Raimunda, jej córka Paula i jej siostra Sole, czyszczą grób swoich rodziców/dziadków, którzy zginęli w pożarze. Na cmentarzu jest mnóstwo kobiet czyszczących swoje własne groby. "Wykupują je za życia i traktują jak domek letniskowy", komentuje Raimunda. Kobiety odwiedzają swoją ciotkę, którą opiekuje się mieszkająca naprzeciwko Augustina, amatorka marihuany i córka hippiski, która zaginęła w tajemniczych okolicznościach w tym czasie, kiedy spłonęli rodzice Raimundy i Sole. "Ilekroć zapalam jointa, myślę o mamie", zwierza się Agustina.
Po powrocie do Madrytu Raimunda dowiaduje się, że jej mąż stracił pracę. I tak musiała ciężko pracować, teraz bierze jeszcze nadgodziny. Wracając późno do domu, zastaje na przystanku wystraszoną Paulę. Jej ojciec rzucił się na nią w kuchni, a ona w samoobronie zadźgała go nożem. Raimunda postanawia nie informować policji (wszystkie kobiety w filmie uważają, że sprawy należy załatwiać między sobą) i chowa ciało w chłodni leżącej nieopodal restauracji, której właściciel dał jej klucze i wyjechał z miasta.
W tym samym czasie umiera ciotka z Puertollano. Sole jedzie sama na pogrzeb, a Raimunda tłumaczy się kłótnią rodzinną. Kobiety z Purtollano mówią Sole o tym, że jej matka ukazuje się jako duch. Gdy Sole widzi matkę, ucieka. Ale powróciwszy do Madrytu znajduje Irene w bagażniku. Traktuje ją jako ducha, ale przygarnia do siebie. Matka pomaga jej przy pracy w zakładzie fryzjerskim, który Sole prowadzi na dziko w swoim mieszkaniu i podaje się za Rosjankę.
Raimunda przez przypadek zostaje wzięta za właścicielkę restauracji i godzi się na robienie codziennych obiadów dla pracującej w dzielnicy ekipy filmowej. Pomagają jej w tym koleżanki. Koleżanka, korpulentna prostytutka, pomoże jej też zakopać ciało męża. Raimunda wyjawia córce, że nie był on jej biologicznym ojcem.
Do Madrytu przyjeżdża Augustina, u której wykryto raka. Przed śmiercią chce spotkać się z duchem Irene, ponieważ podejrzewa, że jej matka miała romans z jej mężem i ojcem Raimundy oraz Sole. Choć matka boi się spotkania z Raimundą, w końcu w zabawnych okolicznościach do niego dochodzi. Poznajemy ciemną stronę historii rodziny: Raimunda mieszkała u ciotki i nie kochała matki. Gdy została zgwałcona przez swojego ojca, matka tego nie zauważyła, a Raimunda uciekła z przyszłym mężem do Madrytu. Paula okazuje się być nie tylko córką, ale też siostrą Raimundy. Irene wyznaje, że to ona podłożyła ogień: spowodowała pożar, w którym zginął jej mąż i matka Augustiny. Dochodzi do pojednania między matką i córką.
Wszystkie kobiety wracają do Puertollano. Irene "objawia się" leżącej na łożu śmierci Agustinie i prosi ją o wybaczenie. Postanawia zostać w Puertollano, by opiekować się umierającą.
Jest to film o świecie bez mężczyzn, który jednak, jak widać, całkiem nieźle sobie bez nich radzi. Almodóvar powiedział o Volver, że jest to film przede wszystkim o śmierci, a także o bogatej kulturze, która urosła wokół śmierci w La Manchy, gdzie się urodził.
Piosenka Gardela Volver (powrót), przerobiona na flamenco, jest wykonywana przez Estrellę Morente.

## Nagrody
Film dostał dwie nagrody na 59. MFF w Cannes: dla najlepszej aktorki (zbiorowo dla sześciu głównych aktorek) i za najlepszy scenariusz dla Almodóvara. W 2007 otrzymał Nagrodę Gopo za najlepszy europejski film dystrybuowany w Rumunii.